# Кинеска птерокарија
Кинеска птерокарија или ускокрила птерокарија (Pterocarya stenoptera C. DC) припада фамилији ораха (Juglandaceae). Име рода потиче од грчких речи, πτερον - крило и κάρυον – орах због изгледа плода крилате орашице. Име врсте од грчког στένωσις – сужење и πτερον због крила плода које је уже у односу на друге врсте птерокарија. Синоними су: Pterocarya chinensis Lavallee, Pterocarya esquirolii H. Léveillé, Pterocarya japonica Lavallee и Pterocarya laevigata Lavallée.

## Опис врсте
Кинеска птерокарија је листопадно дрво другог реда, висине 20–25 m, са гранама које хоризонтално расту стварајући круну чија ширина је приближна висини, вазоликог изгледа и доста отворена. Прсни пречник одраслих стабала може да достигне преко 2 m. Коренов систем јак са површинским жилама; кора грубо испуцала.
Листови ове једнодоме врсте су наизменично распоређени, непарно, ређе парно перасти, слични листовима рода Carya, 15–30 cm дуги; лиске овалне, фино назубљене, рахис обострано окриљен. Пупољци и младе стабљике често покривене бледо браонжутим длачицама које су видљиве посебно у првој години. Гранчице су са лествичасто дељеном сржи.
Цвасти сличне цвастима ораха, мушки цветови у пазушастим ресама при бази изданка. Женски цветови у дугим лабавим ресама, са 40 и више цветова. Појединачни цветови зелене боје, неупадљиви; цветни омотач из 1–4 листића. Цвета током априла-маја, у време листања.
Плодови су у скупинама од 12 до 20 крилатих орашица, дужине 15–30 cm које током сазревања у јесен попримају смеђу боју. Поједине двокриле орашице, округласте, без сјаја, са одрвењеним омотачем, 15-20mm дужине и до 15mm ширине. Крајеви крила удаљени међусобно 20-25mm. Плодови сазревају крајем лета када се и сакупљају, а опадају крајем лета – почетком јесени.
Семе клија надземно. Ембрион са добро развијеним котиледонима и покривеним коренком.
Клијавци са четворорежњевитим дубоко урезаним котиледонима на дужој дршци, око 20 mm дугачки и широки. Примарни лист прост, дугуљаст, по ободу назубљен. Са даљим развојем листови постају перасти.

## Ареал
Расте у источној Азији (Кина, Кореја и Јапан). Гради шумске заједнице на планинским падинама и обалама река од нивоа мора до 1500 m н.в.

## Биоеколошке карактеристике
Брзорастућа и хелиофилна је врста, тражи влажна, добро дренирана, мада подноси и глиновита, иловаста, песковита и кисела земљишта. Подноси ниске температуре, до –12 °C. Није познато да је нападају неке значајније биљне штеточине или болести.

## Примена
Као дрво средње висине са грубом кором и атракивним листовима, погодна је за градове у ужим улицама за дрвореде и за различите категорије зелених простора, мада површински корен може да издиже тротоар или стазе па треба да се сади на више од 3 m од њих. У Србију кинеска птерокарија није интродукована, али је има у Бугарској, на пример. Дрво је врло доброг квалитета, слично је ораху али не тако јако.

## Размножавање
Размножава се генеративно. Семе нема дубок облик ембрионалне дормантности, али је рекалцитрантно и микробиотско. После једномесечне стратификације у перлиту исклија 56,5% семена, а 51% после једномесечне голе стратификације. Резултати указују на неинвазиван карактер ове врсте. Могуће је и размножавање резницама.